# Ахилов паратенонитис
Ахилов паратенонитис познат и као  Ахилов перитендинитис, теносиновитис или теновагинитис је запаљење омотача Ахилове тетиве, која повезује мишиће потколенице са петном кости. Ахилов паратенонитис може изазвати ожиљке који ограничавају и чине болним кретање Ахилове тетиве. Ахилов паратенонитис је узрокован прекомерном употребом или поновљеним покретима и лошом обућом. Често се виђа код маратонаца. Симптоми укључују осетљивост, бол и оток у Ахиловом подручју. Симптоми су обично израђенији током активности. 
Код хроничног Ахиловог паратенонитиса фибробласти се појављују заједно са периваскуларним лимфоцитним инфилтратом. Перитендинозно ткиво постаје макроскопски задебљано и долази до нових адхезија везивног ткива. Код Ахиловог паратенонитиса, инфламаторне ћелије се налазе у ћелијским елементима паратенона и у васкуларном урастању. Како хроничне болне тетиве имају урастање чулних и симпатичких нерава из паратенона —  само денервација хроничних болних тетива доводи до ублажавања бола код већине пацијената.
Третман се састоји од одмора, ублажавања болова, вежби истезања и промене спортских техника и обуће како би се смањио стрес на тетиву.

## Епидемиологија
Ахилов паратенонитис је чест, али учесталост зависи од многих фактора. Обично се налази код спортиста као последица повреде или након прекомерне употребе скочних зглобова.

## Етиопатогенеза
Поред својих уобичајених компоненти везивног ткива, Ахилове тетиве су окружена лабавим ареоларним везивним ткивом које чини потпуну или делимични омотач око њих. Омотач који је настао око ових тетива се назива паратенон. Паратенон се у суштини састоји од колагена са фибрилним влакнима типа 1 и типа 3, неким еластинским фибрилима и унутрашње облогеод синовијалних ћелија.  Простор испод паратенона је богат мукополисахаридима који омогућавају паратенону да делује као еластична трака која омогућава слободу кретања тетива. Паратенон може постати и овојница испуњена синовијалном течношћу, тено-синовијум, у тетивама које су подвргнути трењу.. 
Паратенон има добро доток крви, па се примећује да паратенонитис (упала паратенона) настаје када се тетива претерано трља преко коштане избочине, У таквим стањима се нпр. код акутног Ахиловог паратенонитиса,  јавља инфламаторна реакција ћелија, едем, екстравазација протеина плазме, акумулација фибрина и ретка фибробластична пролиферација. После неколико сати до неколико дана, фибринозни ексудат испуњава овојницу тетиве узрокујући крепитације које се могу осетити клиничким прегледом. Мононуклеарне ћелије се ретко инфилтрирају у паратенон.
У свим случајевима код Ахиловог паратенонитис нађена је блага инфламаторна ћелијска реакција. Масно ареолно ткиво је  јасно задебљано и едематозно са знацима фибринозне ексудације, распрострањене масне некрозе, значајне пролиферације везивног ткива и формирање адхезије. Крвни судови показују дубоке дегенеративне и некротизирајуће промене. Танке мембране паратенона су јасно хипертрофиране.
Повећане активности ензима су углавном пронађене у фибробластима, инфламаторним ћелијама и васкуларним зидовима. Утврђена је умерена активност лизозомалних ензима, повећана активност ензима транспорта електрона, анаеробна гликолиза, пентозофосфатни шант и смањена активност ензима аеробног енергетског метаболизма. Истовремено је у упаљеном паратенону пронађена је повећана количина неутралних и киселих мукополисахарида и локално повећана количина еластичних влакана.
Ови резултати указују на то да се код Ахиловог паратенонитиса јављају изражене метаболичке промене, односно појачан катаболизам и смањена оксигенација запаљеног подручја. Морфолошке промене сугеришу да може бити оштећена клизна функција паратенона.
Паратенонитис се може развити као резултат:
- прекомерне употребе тетиве,
- поновљајућих покрета и
- лоше обућом.[3]

Често се виђа код маратонаца.

## Клиничка слика
Клинички се манифестује боловима при покрету, осетљивошћу на палпацију, акутним едемом и хиперемијом паратенона са инфилтрацијом инфламаторних ћелија,  После неколико сати или неколико дана, овојница тетиве је испуњена фибринозним ексудатом који доводи до крепитација
Симптоми се појачавају током активности.

## Дијагноза
Дијагноза се може поставити комбинацијом клиничког физичког прегледа  и типичним налаза радиолошких снимања.

##### Ултразвук
На ултразвуку, Ахилов паратенонитис се може појавити као линеарна хипоехоична облога око тетиве са повезаном хиперемијом на колор доплеру код хроничне инфламације.

##### МРИ
У акутној фази, око Ахилове тетиве се може видети линеарна структура испуњена течношћу. У хроничној фази могу се видети ожиљке меких ткива које се шире у перитендинозно масно ткиво.

###### Карактеристике сигнала
- Т1: хипоинтензивна
- Т2/ПД: хиперинтензиван
- СТИР/ПДФС: хиперинтензиван
- Т1 Ц+ (Гд): побољшање

#### Радиолошки извештај
Опис следећих карактеристика треба да буде у радиолошком извештају:
- инфламаторне промене паратенона
- присуство или одсуство тендинопатије
- присуство или одсуство кидања или руптуре тетива

## Диференцијална дијагноза
- тендинопатија
- кидање тетиве
- руптура тетива

## Терапија
Третман се састоји од одмора, ублажавања болова, вежби истезања и промене спортских техника и обуће како би се смањио стрес на тетиву.
Терапија је обично конзервативна  са нестероидним антиинфламаторним лековима , модификацијом активности, физикалном терапијом.
Ако конзервативно лечење не успе, може се извршити  скидање паратенона.

## Компликације
Хронични Ахилов паратенонитис може даље напредовати у тендинопатију и кидање тетиве.